# Сергеева, Елизавета Михайловна
Елизавета Михайловна Серге́ева (урождённая — Рымарева; 24 сентября 1917, Петроград — апрель 1993) — советская театральная и киноактриса. Лауреат Государственной премии СССР. Заслуженная артистка УССР.

## Биография
Родилась 11 (24 сентября) 1917 года в Петрограде.
Родилась 24 сентября 1917 года в Петрограде. В актёрской профессии дебютировала в Ленинградском театре драмы и комедии в конце тридцатых. Затем работала в Краснодарском театре драмы.
В 1944—1949 годах актриса ЛДТ имени Ленинского комсомола. В 1949 году в спектакле «Из искры…» режиссёра Г. А. Товстоногова за исполнение роли Цабу Елизавета Михайловна удостоена Государственной премии СССР. В 1950—1956 годах — ЛАТК имени Н. П. Акимова; в 1957—1962 годах Драматического театра Северного флота (Мурманск). По состоянию здоровья младшего сына в 1963 году семья переезжает в Крым. В 1963—1987 годах — Крымского АРДТ имени М. Горького. В знаковом для театра спектакле «Они были актёрами» (Государственная премия СССР 1977 года) Е. Сергеева играла Фёдорову, прототипом которой была подпольщица Зоя Павловна Яковлева. В экранизации пьесы Елизавета Михайловна также сыграла эту роль в фильме. Заслуженная артистка УССР.
В семьдесят лет приняла решение оставить сцену поскольку была убеждена, что актёр не должен выходить на подмостки до последнего вздоха. Ушла из жизни в апреле 1993 года.

## Роли в театре
ЛДТ имени Ленинского комсомола
- "«Из искры…» Ш. Н. Дадиани — Цабу
- «Последняя жертва» А. Н. Островского — Юлия Павловна Тугина
- «Плоды просвещения» Л. Н. Толстого — Бетси

Краснодарский АТД имени М. Горького
- «Давным-давно» А. К. Гладкова — Шура Азарова
- «Рюи Блаз» В. Гюго — Королева
- «Варвары» М. Горького — Анна Фёдоровна

ЛАТК имени Н. П. Акимова
- «Путешествие в Скарборо» Р. Б. Шеридана — Аманда

Драматический театр Северного флота
- «Светит, да не греет» А. Н. Островского — Анна Владимировна Ренева
- «Потерянный сын» А. Н. Арбузова — Ирина
- «Давным-давно» А. К. Гладкова — Луиза Жермон

Крымского АРДТ имени М. Горького
- «На всякого мудреца довольно простоты» А. Н. Островского — Клеопатра Львовна Мамаева
- «Испанцы» М. Ю. Лермонтова — донна Мария
- «Цимбелин» Шекспира — Королева
- «Дети солнца» М. Горького — Елена Николаевна Протасова
- «Единственный свидетель» братьев Тур — академик Сабурова
- «Дело, которому ты служишь» Ю. П. Германа — Инна Матвеевна Горбанюк
- «Странная миссис Сэвидж» Дж. Патрика — Этель Сэвидж
- «Последние» М. Горького — госпожа Соколова
- «Дядя Ваня» А. П. Чехова — Мария Васильевна Войницкая
- «Они были актёрами» Г. Г. Натансона и В. В. Орлова — Фёдорова
- «Осенью, когда зацвела яблоня…» Я. Н. Верещака — Амра
- «Кошки-мышки» И. Эркеня — Гиза
- «Победительница» А. Н. Арбузова — Полина Сергеевна

## Фильмография
- 1973 — Чёрный капитан — эпизод
- 1981 — Они были актёрами — Зоя Павловна Яковлевна
- 1981 — Остаюсь с вами — секретарь Фадеева
- 1986 — Сошедшие с небес — пассажирка
- 1987 — Гардемарины, вперёд! — эпизод

## Награды и премии
- Сталинская премия первой степени (1950) — за исполнение роли в спектакле «Из искры…» Ш. Н. Дадиани (1949) на сцене ЛДТ имени Ленинского комсомола
- заслуженная артистка УССР